# Suchá Hora
Suchá Hora (polsky: Sucha Góra Orawska, maďarsky: Szuchahora) je obec na Slovensku v okrese Tvrdošín v Žilinském kraji.

## Poloha
Obec se nachází ve východní části Oravy na hranici s Polskem, se kterým jej spojuje hraniční přechod Suchá Hora - Chocholów. Podle geomorfologického členění leží na rozhraní Oravské kotliny a Skorušinských vrchů.

## Historie
Obec vznikla v době valašské kolonizace a první písemná zmínka o ní pochází z roku 1566.
Je uváděna v daňových soupisech pod názvem Zucha jako nově založená poddanská osada pána Františka Thurzy, kdy patřila Oravskému panství.
Její název se zpočátku vyskytuje ve vícerých podobách. A. Kavuljak uvádí, že v roce 1586 Platthyovci protestovali proti tomu,
že F. Thurzo asi před 25 roky (1561) založil dědinu Ztarahora údajně na území jejich čimhovského majetku. Další zaznamenané názvy: Suchahora (1593), Sucha hora (1598), Zucha hora (1604), Zucha Hora (1607) a Szucha Hora (1614).
Dnešní název Suchá Hora se ustálil koncem 17. století. V roce 1920-1924 a po dobu několika měsíců v roce 1939 patřila Polsku.
Zajímavostí je, že většinu obyvatel obce tvoří Goralé, kteří aktivně hovoří goralským nářečím. Příslušnost ke Goralům sehrává významnou úlohu v životě zdejších obyvatel. Některé goralské tradice jsou zde proto stále živé - zejména goralské písně, lidová hudba, kroje i zvyky.
V severní části obecního katastru se nachází rašeliniště vrchovištního typu, poznamenané povrchovou těžkou rašeliny v minulosti. Do severní části katastru zasahuje CHKO Horná Orava se zvláště chráněnými územími v zóně B – Rudné (zbytky původního rašeliniště) a Sosnina (zachovaný podmáčený rojovníkový bor a jedlová smrčina).